# جون موران (ملحن)
جون موران (بالإنجليزية: John Moran)‏ هو ملحن ومخرج أمريكي، ولد في 1965 في لنكن في الولايات المتحدة.

## وصلات خارجية
- جون موران على موقع ميوزك برينز (الإنجليزية)
- جون موران على موقع إن إن دي بي (الإنجليزية)
- جون موران على موقع ديسكوغز (الإنجليزية)